# Elmendorf
Elmendorf – miasto w Stanach Zjednoczonych, w stanie Teksas, w hrabstwie Bexar.